# Pétrel à poitrine blanche
Pterodroma alba
Espèce
Statut de conservation UICN

 VU A3bce+4bce : Vulnérable
Le Pétrel à poitrine blanche (Pterodroma alba) est une espèce d'oiseaux de la famille des Procellariidae.

## Répartition
Cet oiseau vit à travers le sud de l'océan Pacifique, notamment aux îles Phœnix, îles de la Ligne (Kiribati), aux Tonga, Tuamotu, aux Marquises et aux îles Pitcairn.